# Nombre neutrònic

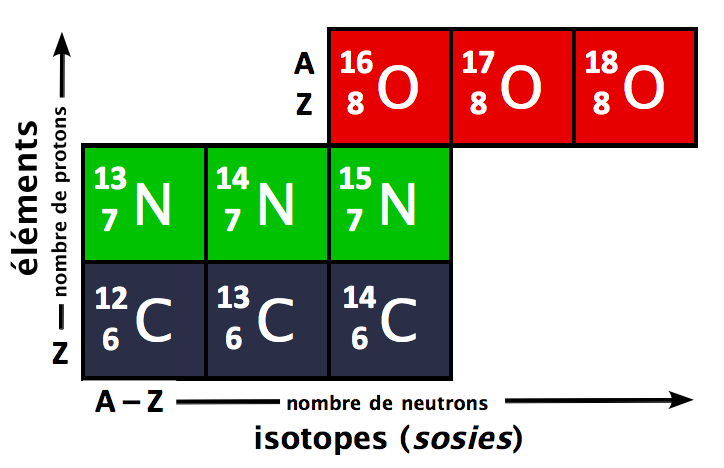
Isòtops del carboni, nitrogen i l'oxigen ordenats segons el nombre neutrònic i el nombre atòmic

El nombre neutrònic, simbolitzat {\displaystyle N}, és el nombre de neutrons que hi ha presents al nucli d'un àtom. Nuclis del mateix nombre atòmic {\displaystyle Z}(nombre de protons) i diferent nombre neutrònic s'anomenen isòtops. Tots tenen les mateixes propietats químiques. Es pot relacionar amb el nombre màssic {\displaystyle A}(nombre de nucleons) i el nombre atòmic {\displaystyle Z} mitjançant la relació:
{\displaystyle A=Z+N}